# Milichiella tosi

Milichiella tosi är en tvåvingeart som först beskrevs av Becker 1907.  Milichiella tosi ingår i släktet Milichiella och familjen sprickflugor.
Milichiella tosi ansågs tidigare vara synonymt med Milichiella melaleuca. Fylogenetiska data från 2009 gjorde att Milichiella tosi återfick status som egen art.